# Randow

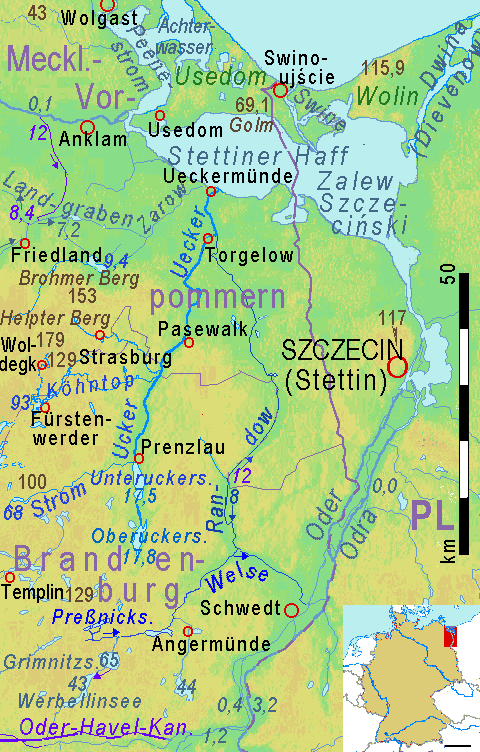
Ucker/Uecker, Randow und Welse

Die Randow ist ein Fluss im Osten der Norddeutschen Tiefebene, der von seitlichen Zuflüssen und Sumpfland gespeist wird und an beiden Enden eine Mündung hat. Die Gewässerstrecke zwischen beiden Mündungen beträgt 68 km. Der Wasserspiegel im Scheitelbereich liegt bei 12,5 m ü. NHN.
In slawischer Siedlungszeit wurde die u. a. durch Löcknitz fließende Randow auch als „Lochnitza“ (slawisch für „Fluss der Pfützen“, „Sumpfloch“ oder „Grubenniederung“) bezeichnet. In einer Schenkungsurkunde von 1216 wurde der Fluss zum ersten Mal mit diesem Namen erwähnt, ein weiteres Mal 1288 in einer Urkunde, die die Grenzen der Uckermark beschreibt. Für den Fluss setzte sich um 1700 dann jedoch die Bezeichnung Randow durch. Der Name leitet sich vermutlich von slawisch *rąd- „fruchtbarer Boden“ ab.
Der Scheitelbereich liegt zwischen den Orten Schmölln (Gemeinde Randowtal) und Grünz (Stadt Penkun). Von hier fließt das Wasser sowohl in nördlicher als auch in südlicher Richtung ab. Man kann also von einer Pseudobifurkation sprechen.
- Nach Süden fließt die Randow zum Fluss Welse, 35 Kilometer unterhalb von deren Quellsee und 17 Kilometer oberhalb von deren Einmündung in die Hohensaaten-Friedrichsthaler Wasserstraße, einen künstlichen Parallelarm der Oder.
- Nach Norden fließt sie durch den Landkreis Vorpommern-Greifswald an Löcknitz und Eggesin vorbei, wo sie knapp außerhalb von Eggesin in die Uecker mündet, welche wiederum selbst wenige Kilometer flussabwärts in Ueckermünde in das Stettiner Haff (Oderhaff) mündet.

Die Randow verläuft in einem Urstromtal, dessen feuchter Grund Randowbruch genannt wird. Nahe Löcknitz ist dieses Tal etwas enger und bildet eine seit Jahrhunderten strategisch wichtige Furt zur Überquerung des Flusses, weiter flussabwärts wird es dann wieder weiter. An der breitesten Stelle der Randow zwischen Eggesin und Gumnitz bestand schon vor dem Dreißigjährigen Krieg eine Brücke, die zum Ende des 19. Jahrhunderts durch eine Zugbrücke ersetzt wurde. Die heutige Brücke an dieser Stelle ist aus Beton.
Ab 1905 begannen Meliorationsarbeiten, die das nördliche Randowbruch (zwischen Gorkow und Jägerbrück) trockenlegten. Durch mehrere Abzugsgräben konnte so im Frühjahr der Boden schnell entwässert werden. Auch heute ist das Randowbruch noch von vielen Entwässerungsgräben durchzogen. Bekannt ist auch die sogenannte Moordammkultur bei Retzin. Hier ist zu sehen und nachzulesen, wie die ansässigen Bauern im 19. und 20. Jahrhundert dem Moor der Randowaue fruchtbares Weideland abgewannen. Einer der größeren heutigen Melirationsgräben ist der Prahmgraben, welcher ursprünglich für den Warentransport von Produkten einer Glashütte bei Hintersee genutzt wurde.
Obere Randow und Welse bildeten traditionell die Grenze zwischen Brandenburg und Pommern. Auf etwa 20 km Länge ist die Randow auch heute die Grenze zwischen den Landkreisen Vorpommern-Greifswald (früher Uecker-Randow) in Mecklenburg-Vorpommern und Uckermark in Brandenburg. Die Namen der 1994 bei Kreisgebietsreformen gebildeten Landkreise beziehen sich auf die Flussnamen „Ucker“ bzw. „Uecker“ und „Randow“.